# Устиново (Челябинская область)
Усти́ново — село в Миасском городском округе Челябинской области. Основано в 1763 году казаками из Оренбургского казачьего войска.
В окрестностях села располагается памятник природы «Устиновские известняки».

## История
Основано в 1763 году казаками из Оренбургского казачьего войска, после 1764 года к поселению были прикреплены государственные крестьяне из сл. Кундравинской, в последствии получившие вольные. Название восходит к фамилии первопоселенцнев Устиновых. В 1775 году насчитывалось 39 дворов, а в 1816 — 44, в 1873—103. По закону от 12 дек. 1840 все мужское население было зачислено в ОКВ. К кон. 1880-х гг. в селе (114 дворов) действовали школа, часовня, 2 водяные мельницы. По данным статистики, в 1920-х гг.
Устиново являлось центром сельсовета в Миасском районе; работали кооператив, школа. В 1929 организован колхоз им. 1 Мая (2968 га земли), к-рый в 1950 объединился с колхозом «Память Ленина» (дер. Косачево). Жители выращивали традиционные для южноурал. региона зерновые, овощные, технические культуры, картофель; разводили КРС, свиней, овец, лошадей, кур. В 1959 х-во вошло на правах 2-го отделения в состав совхоза «Черновской».

## География
Село стоит на реке Миасс. Расположена южнее города Миасс, на границе Челябинской области и Республики Башкортостан.
Связь села с городом Миасс осуществляется автодорогой направления Миасс — Учалы, далее после пересечения с трассой М5 «Урал» на ул. Трактовую в направлении г. Миасс.

## Климатическая характеристика
Температурный режим в течение года имеет выраженный характер, типичный для континентального климата. Абсолютный максимум температуры достигал +35°С, абсолютный минимум −49°С. Территория характеризуется повышенным количеством атмосферных осадков. Наиболее увлажненными являются горные хребты. Основная масса осадков выпадает в тёплое время года с максимумом в июле. Меньшая доля приходится на холодный период с минимумом в феврале. Летом осадки выпадают в виде кратковременных по интенсивности ливней. В остальную часть года выпадение осадков носит продолжительный характер и умеренную интенсивность. Зимние осадки формируют снежный покров. Продолжительность залегания снежного покрова в долинах составляет до 158 дней. Средняя высота снега соответственно изменяется от 50 до 100 см. Глубина промерзания почвы составляет около 2 м с полным оттаиванием в первой декаде мая. Зимой преобладают южные и юго-западные ветры, часты и северо-западные ветры. Летом направление ветра менее устойчиво. Преобладают ветры юго-западного и западного направлений. Скорость в течение года 2-5 м/сек. Наибольшее число штилей отмечается в мае.

## Рельеф
Рельеф гористый; ближайшие высоты — 456 и 485 м. Ландшафт — подзона сосново-лиственных лесов.

## Население
Население 635 чел. (в 1782—109, в 1795—166, в 1816—252, в 1873—518, в 1889—676, в 1926—771, в 1956—547, в 1959—628, в 1970—640, в 1995—624).
По данным Всероссийской переписи, в 2010 году численность населения села составляла 587 человек (283 мужчины и 304 женщины).
| 2002 | 2010 |
| ---- | ---- |
| 657  | ↘587 |

## Достопримечательности

### Устиновский каньон (Устиновские известняки)

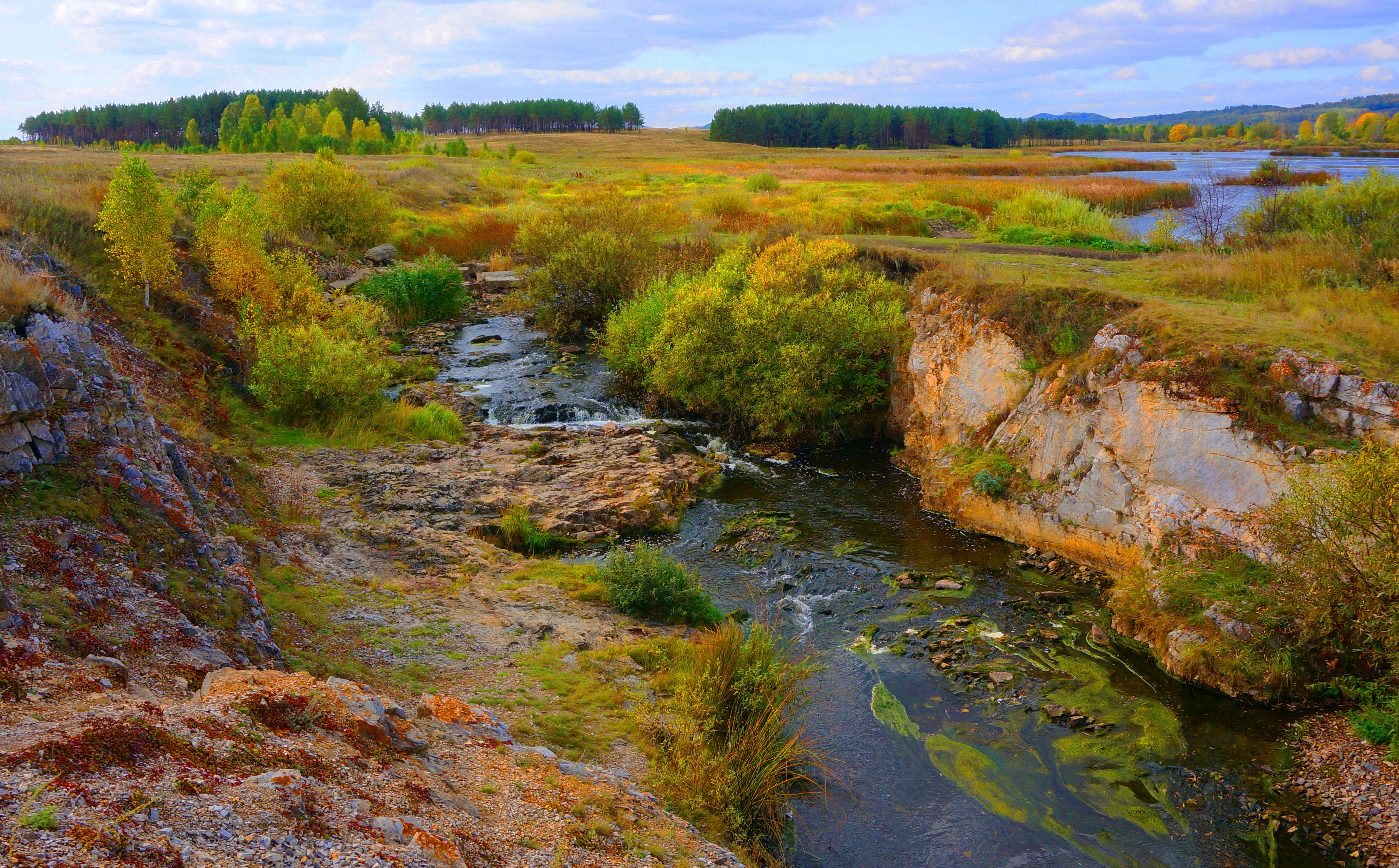
Устиновский каньон

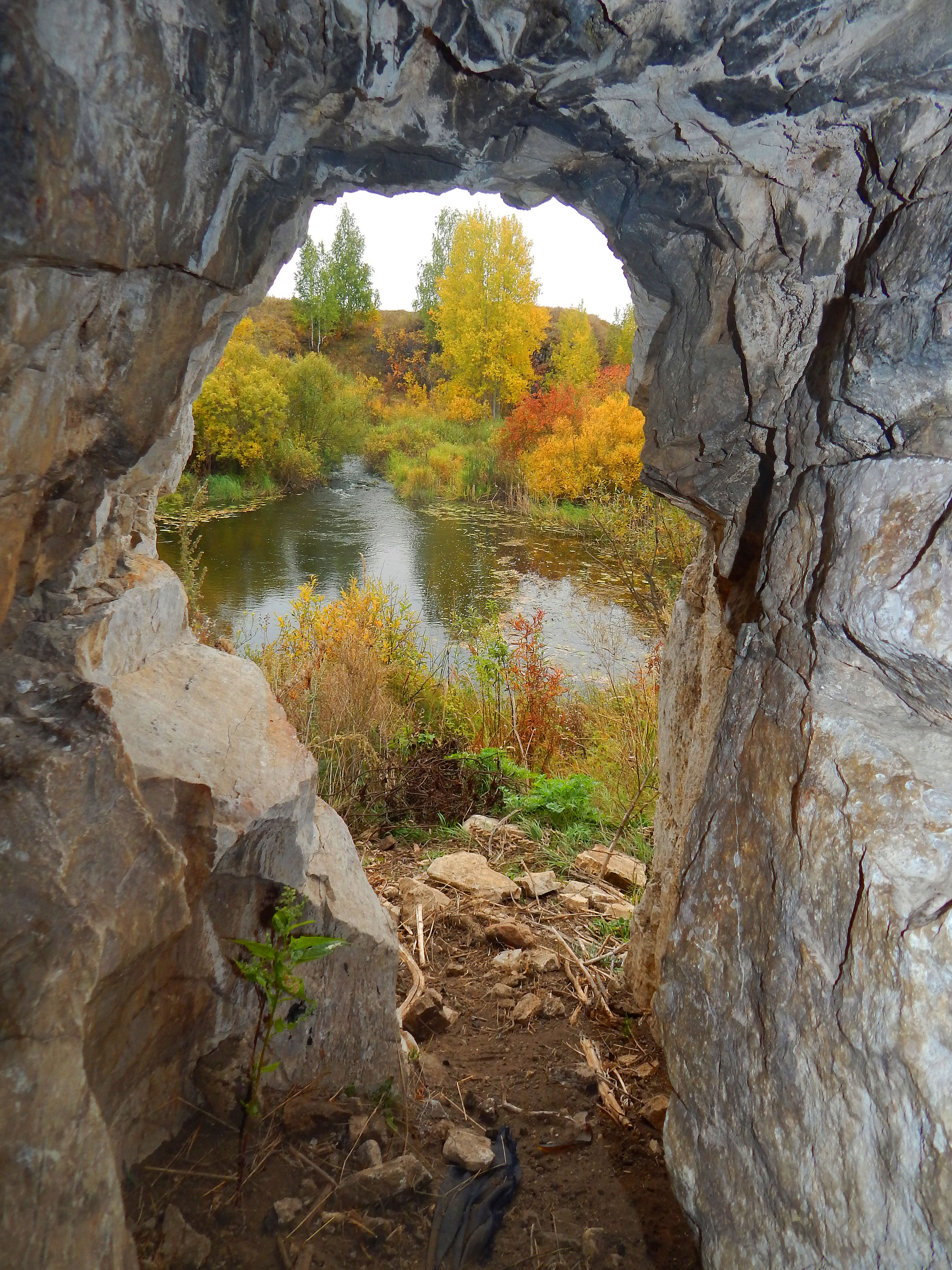
Устиновские известняки

Река Миасс примерно в 40 километрах от своего истока за миллионы лет пробила путь в известняках, образовав каньон. Правый берег отвесными скалами обрывается прямиком в реку. Высота скал достигает 15 метров, а в длину они тянутся примерно на 1 километр. Возраст этих известняков — около 300 миллионов лет. В скалах встречаются небольшие гроты и пещерки.
Площадь памятника природы «Устиновские известняки» — 54,58 гектара.
Общая протяженность границы — 3,69 километра.
На территории памятника природы найдено 126 видов сосудистых растений, из которых 11 видов занесены в Красную книгу Челябинской области. Встречаются 24 вида млекопитающих, из которых 5 видов занесены в Красную книгу Челябинской области, 50 видов птиц, из которых 2 вида занесены в Красную книгу Челябинской области, 4 вида пресмыкающихся, из которых 1 вид занесен в Красную книгу Челябинской области, 3 вида амфибий, 7 видов рыб, 278 видов насекомых, из которых 3 вида занесены в Красную книгу Челябинской области.

## Экономика

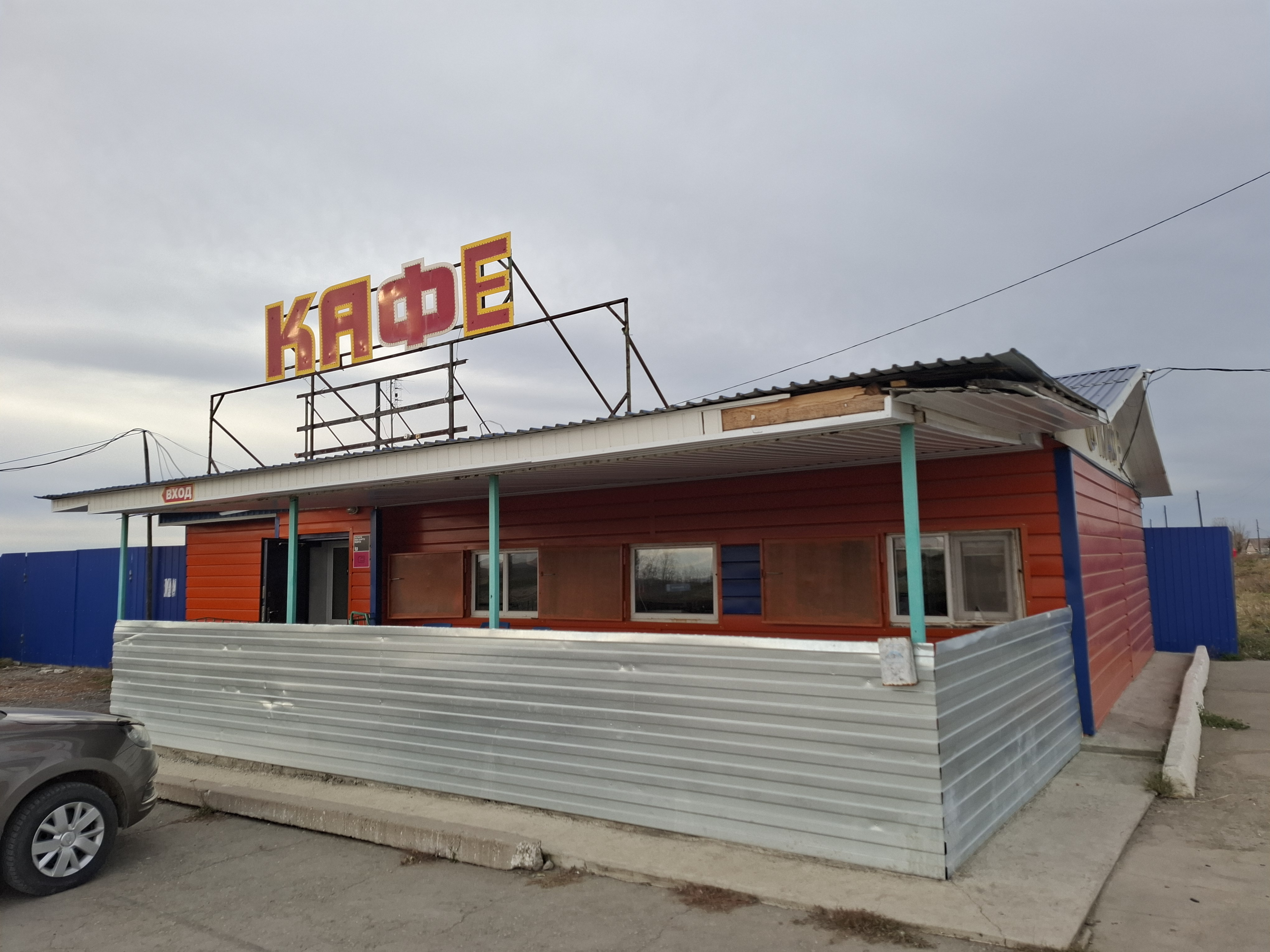
Кафе, в котором останавливаются туристы

- ИП Гисыч В. А. — производство кормов.
- ООО «Авангард» — сельскохозяйственное предприятие.

## Образование
- Дошкольное образование представлено Детским садом № 47
- Начальное среднее образование МКОУ СОШ № 33